# José Luis Reséndez
José Luis Reséndez (Monterrey, Nuevo León, 14 de octubre de 1978) es un modelo, actor y cantante mexicano. Conocido por representar a México en el certamen Míster Mundo 2003, donde fue el tercer finalista.

## Biografía
Es el hijo mayor y tiene dos hermanas. Realizó estudios en el CEA de Televisa, de 1998 a 2000.
Se considera a sí mismo como “sencillo, honesto y leal”. Sus hobbies son, practicar artes marciales, atletismo y leer. Le gusta la comida japonesa y la mexicana y todo lo relacionado con La guerra de las galaxias.
Realizó talleres de actuación con Alberto Estrella, Hugo Argüelles, Antonio Peñuñuri, entre otros.
Ejecutó una participación estelar en la cinta Punto y aparte (2002) del director Paco del Toro; y Vergüenza y límite del director Heiken Berkham.
Ha realizado obras teatrales como: Los melindres de Belisa, Relaciones religiosas, No te bebas el agua, La sociedad de los poetas muertos, Los cuervos están de luto y otras más.
Algunos de los musicales en los que ha trabajado son Vaselina y Homenaje a Bob Fosse.
En 2005, fue parte del elenco de la telenovela La madrastra, adaptación de la chilena del mismo nombre, junto a Victoria Ruffo, César Évora, Eduardo Capetillo, Martha Julia y Ana Layevska. Dio vida a Greco Montes un joven humilde y trabajador.
Más tarde, interpretó a "Andrés", en la telenovela Alborada.
En 2007 participó en las telenovelas Destilando amor, Amor sin maquillaje y Tormenta en el paraíso.
En 2009 participó en la telenovela Camaleones, producida por Rosy Ocampo.
En 2011 interpretó a José del Monte, villano en la telenovela de Telemundo Los herederos del Monte.
Luego, más adelante participa en la producción Flor salvaje junto a Monica Spear, Tony Dalton, Roberto Manrique y Norkys Batista.
En 2012 protagonizó junto a Adriana Fonseca la telenovela Corazón valiente, donde estuvo junto a Aylín Mujica, Ximena Duque y Fabián Ríos.
En 2013 trabaja nuevamente junto a Ana Layevska, esta vez como protagonistas de la telenovela Dama y obrero dando vida a Pedro Pérez.
Hacia 2014, es el antagonista principal de la primera y segunda temporada de Señora Acero, donde comparte escenario con Blanca Soto.
El 14 de octubre de 2018, el actor confirmó a través de su cuenta de Instagram su retiro de la televisión abierta mexicana.

## Trayectoria

### Telenovelas
- Señora Acero (2014-2015)... Acacio Martínez, el Teca /
- Dama y obrero (2013).... Pedro Pérez
- Corazón valiente (2012-2013).... Juan Marcos Arroyo
- Flor salvaje (2011-2012)... Pablo Aguilar[14]
- Los herederos Del Monte (2011)... José del Monte
- Camaleones (2009-2010).... Pedro Recalde
- Un gancho al corazón (2008-2009)... Fausto Buenrostro "Boxeador"
- Tormenta en el paraíso (2007-2008).... David Bravo
- Amor sin maquillaje (2007)
- Destilando amor (2007).... Hilario Quijano
- Heridas de amor (2006).... Fabricio Beltrán Campuzano
- Alborada (2005-2006).... Andrés Escobar
- La madrastra (2005).... Greco Montes
- Clap, el lugar de tus sueños (2003).... César
- Clase 406 (2003).... Gilberto Bernal
- Las vías del amor (2002-2003).... Gigolo
- Entre el amor y el odio (2002).... Nazario Amaral
- Amigas y rivales (2001)

### Series de televisión
- Mujeres asesinas (2009) - Miguel Arroyo (Laura, confundida)
- Mujer, casos de la vida real (2002-2003)

### Cine
- Punto y aparte (2002).... Valentín

## Premios y nominaciones

### Premios TVyNovelas
| Año  | Categoría                                 | Telenovela      | Resultado |
| ---- | ----------------------------------------- | --------------- | --------- |
| 2007 | Mejor actor de reparto                    | Heridas de amor | Nominado  |
| 2006 | Mejor actuación juvenil estelar masculina | La madrastra    | Nominado  |

### Premios People en Español
| Año  | Categoría   | Programa/Telenovela | Resultado |
| ---- | ----------- | ------------------- | --------- |
| 2012 | Mejor actor | Corazón valiente    | Nominado  |

### Premios Tu Mundo
| Año  | Categoría              | Programa/Telenovela | Resultado |
| ---- | ---------------------- | ------------------- | --------- |
| 2015 | El malo más bueno      | Señora Acero        | Nominado  |
| 2012 | Mejor actor de reparto | Corazón valiente    | Nominado  |